# Khalid Salim El Abed
Khalid Salim El Abed (Amsterdam, 24 mei 1993) is een Jordaans-Nederlands voetballer die als verdediger speelt.
In de jeugd speelde hij voor HFC Haarlem en AFC Ajax. Met Ajax werd hij tweede in de The NextGen Series 2011/12. In het seizoen 2012/13 speelde hij bij FC Chabab in de Zondag Topklasse. Hij maakte zijn debuut voor FC Oss in de uitwedstrijd tegen Jong FC Twente (3-0 verlies).
Met het Jordaans voetbalelftal onder 19 nam hij deel het AFC onder 19 kampioenschap voetbal 2012.